# Hipparchia decolorata
Hipparchia decolorata är en fjärilsart som beskrevs av Francis Gard Howarth 1971. Hipparchia decolorata ingår i släktet Hipparchia och familjen praktfjärilar. Inga underarter finns listade i Catalogue of Life.